# Émilie Desforges
Émilie Desforges (Montréal, 27 luglio 1983) è un'ex sciatrice alpina canadese.

## Biografia
Originaria di Mont-Tremblant e attiva in gare FIS dal dicembre del 1998, la Desforges in Nor-Am Cup esordì il 2 gennaio 1999 a Sugarbush in slalom gigante, senza completare la gara, e ottenne la prima vittoria, nonché primo podio, il 2 gennaio 2003 a Mont-Garceau nella medesima specialità. Debuttò in Coppa del Mondo il 6 dicembre 2003 a Lake Louise in discesa libera (54ª) e ai Campionati mondiali a Åre 2007, sua unica presenza iridata, dove non terminò lo slalom speciale; sempre nel 2007, il 14 gennaio, ottenne ad Altenmarkt-Zauchensee in supercombinata il miglior piazzamento in Coppa del Mondo (25ª)
Conquistò l'ultima vittoria in Nor-Am Cup l'11 marzo 2008 a Whiteface Mountain in supergigante; disputò la sua ultima gara in Coppa del Mondo il 22 febbraio 2009, il supergigante di Tarvisio (40ª), e il 13 marzo successivo salì per l'ultima volta sul podio in Nor-Am Cup, a Lake Placid nella medesima specialità (2ª). Si ritirò all'inizio della stagione 2009-2010 e la sua ultima gara in carriera fu uno slalom gigante FIS disputato il 20 dicembre a Mont-Tremblant, chiuso dalla Desforges al 7º posto.

## Palmarès

### Coppa del Mondo
- Miglior piazzamento in classifica generale: 121ª nel 2007

### Nor-Am Cup
- Miglior piazzamento in classifica generale: 2ª nel 2003
- 14 podi:
  - 3 vittorie
  - 6 secondi posti
  - 5 terzi posti

#### Nor-Am Cup - vittorie
| Data           | Località           | Paese       | Specialità |
| -------------- | ------------------ | ----------- | ---------- |
| 2 gennaio 2003 | Mont-Garceau       | Canada      | GS         |
| 11 marzo 2008  | Whiteface Mountain | Stati Uniti | SC         |
| 11 marzo 2008  | Whiteface Mountain | Stati Uniti | SG         |

Legenda:

SG = supergigante

GS = slalom gigante

SC = supercombinata

### South American Cup
- Miglior piazzamento in classifica generale: 42ª nel 2008
- 1 podio:
  - 1 secondo posto

### Campionati canadesi
- 7 medaglie:
  - 1 oro (slalom gigante nel 2008)
  - 3 argenti (supergigante nel 2007; discesa libera nel 2008; discesa libera nel 2009)
  - 3 bronzi (discesa libera, slalom speciale nel 2007; supercombinata nel 2009)